# Lilium nanum

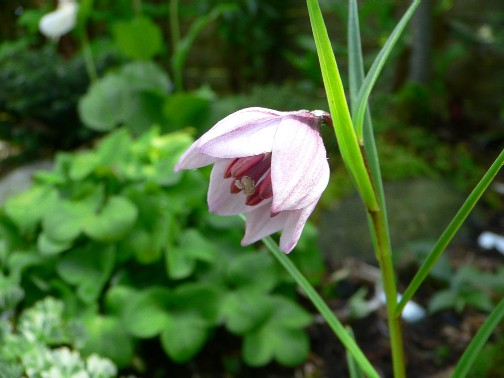
Lilium nanum (Blüte ungepunktet)

Lilium nanum ist eine Art aus der Familie der Liliengewächse (Liliaceae). Die Art zählt zu den sehr kleinen Arten der Gattung und ist im Himalaya weitverbreitet. Lilium nanum wurde 1845 auf einer Reise des Prinzen Waldemar von Preußen entdeckt, 1860 erstbeschrieben und hat eine bewegte systematische Geschichte.

## Beschreibung
Lilium nanum ist eine ausdauernde, krautige Pflanze mit einer Wuchshöhe von 8 bis 42 Zentimeter. Die Zwiebeln sind länglich-eiförmig, 2 bis 4 Zentimeter hoch und erreichen einen Durchmesser von etwa 1 bis 2,3 Zentimetern. Die 9 bis 22 lockeren Schuppen sind weiß und schmal lanzettlich, in der Regel 2 bis 2,5 Zentimeter hoch, 0,3 bis 0,8 Zentimeter breit und dachziegelartig übereinanderliegend.
Der schlanke und aufrechte grüne Stängel ist zylindrisch und unbehaart und zwischen 0,15 und 0,3 Zentimeter dick. Vom Ansatz bis annähernd zum Ende ist er gleichmäßig mit acht bis vierzehn spiralförmig angeordneten Laubblättern besetzt, diese sind breit-linear bis schmal-linear, zwischen 5 und 15,5 Zentimeter lang und zwischen 0,2 und 0,7 Zentimeter breit. Sie sind unbehaart, an der Spitze stumpf bis gerundet, adaxial (= zur Achse hin gewandt) konkav und weisen drei bis sieben undeutliche Nerven auf. Die untersten Blätter sind deutlich reduziert, gelegentlich sogar bis auf häutige Niederblätter.
Die Pflanze blüht im Juni mit einer endständigen, nickenden, glockenförmigen Einzelblüte. Der Blütenstiel ist schmal und zwischen 0,5 und 5,5 Zentimeter lang und gebogen. Die Grundfarbe der Blüten ist lila bis violett, selten weißlich, bei der Varietät flavidum gelb. Die sechs Blütenhüllblätter (Tepalen) sind annähernd gleichgestaltet, die Blütenhüllblätter des inneren Kreises sind etwas kürzer und breiter. Ihre Spitze ist besetzt mit winzigen Papillen. Die äußeren Blütenhüllblätter sind lanzettlich, an der Spitze etwas verlängert, 1,2 bis 4 Zentimeter lang und 0,3 bis 1,2 Zentimeter breit, auf der Innenseite am Ansatz dicht papillös gefranst, mit einem rundlichen Nektarium mit einem Durchmesser von circa 0,1 Zentimeter. Die inneren Blütenhüllblätter sind länglich-rund bis elliptisch, an der Spitze etwas verlängert, 1,1 bis 3,8 Zentimeter lang und 0,4 bis 1,6 Zentimeter breit. Sie sind auf der Innenseite am Ansatz noch stärker gefranst als die äußeren, mit einem verlängert elliptischen Nektarium, dass einen Durchmesser von circa 0,3 Zentimeter hat.
Die schlanken Staubfäden laufen aufeinander zu, sind unbehaart und zwischen 0,1 und 1,3 Zentimeter lang. Die Staubbeutel sind länglich-rund, zugespitzt und ungeöffnet bis zu 0,6 Zentimeter, nach Öffnung 0,3 bis 0,4 Zentimeter lang. Der stark gerippte Fruchtknoten ist zylindrisch oder länglich-rund bis zylindrisch, 0,5 bis 1 Zentimeter lang und 0,2 bis 0,6 Zentimeter dick. Der Griffel ist 0,3 bis 1,1 Zentimeter lang und unbehaart, die Narbe ist dreigelappt und hat einen Durchmesser von 3 bis 4 Millimeter. Die gelben, auf den Rippen purpurn überhauchten Samenkapseln sind annähernd elliptisch, 2,5 bis 2,7 Zentimeter lang und haben einen Durchmesser von rund 2 Zentimeter, sie reifen im September. Die Samen sind flach, fast dreieckig, schmal geflügelt, 0,4 bis 0,5 Zentimeter lang und keimen sofortig-epigäisch.

## Verbreitung und Standorte
Die Art ist im Himalaya beheimatet. Sie kommt in Südwestchina (Sichuan, Tibet, Yunnan), im Norden von Myanmar, in Nepal, Bhutan und Indien (Sikkim) vor. Sie besiedelt dort Höhenlagen zwischen 3500 m und 4500 m NN, findet sich aber auch noch oberhalb der Baumgrenze; Turrill zitiert Funde in 5795 m Höhe. Berichte aus Nepal, Tibet, Sikkim und Bhutan schildern sie als weitverbreitet und zur Monsunzeit blühend.
Sie besiedelt offene, grasbewachsene und oft felsige Berghänge sowie Waldränder, Kiefernwälder, Dickichte oder Wiesen in alpiner Lage, gelegentlich in schattiger und geschützter Lage nahe Wacholdern, Rhododendren und zwergwüchsigen Birken.

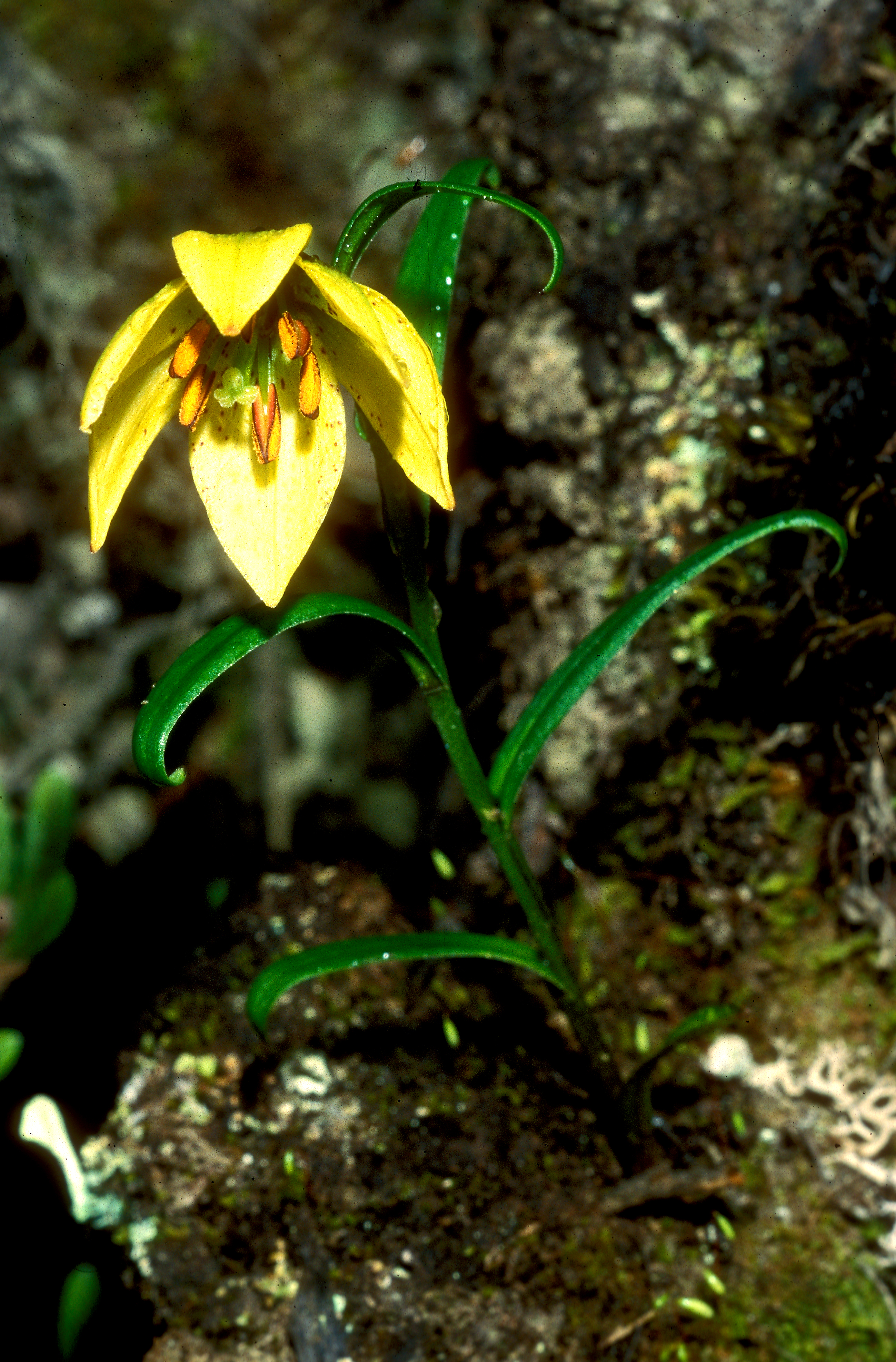
Lilium nanum var. flavidum, Yunnan

## Systematik
Lilium nanum ist ein typischer Vertreter der zwergwüchsigen Lilien-Arten und zählt im klassischen Klassifikationsmodell nach Harold Comber zur Sektion Sinomartagon, der größten Sektion der Gattung.
Neuere molekulargenetische Untersuchungen machten allerdings deutlich, dass die Sektion nicht monophyletisch ist und in mindestens zwei Gruppen zerfällt, die noch nicht ganz klar aufgeschlüsselt sind. Lilium nanum wurde demnach provisorisch zu „Pseudo-Sinomartagon“ gestellt. Als direktes Schwestertaxon erwies sich die auch morphologisch sehr ähnliche Lilium oxypetalum, nahe steht sie aber auch der Gattung Nomocharis.
Die innere Systematik der Art war umstritten, ist aber mittlerweile weitgehend geklärt. Neben der Nominatform existiert als Varietät
- Lilium nanum var. flavidum (Rendle) Sealy (Syn.: Fritillaria flavida Rendle): Die Blüten sind von gelber Farbe. Die Varietät kommt ausschließlich in Tibet, Yunnan und Myanmar vor.[5]

## Botanische Geschichte
Lilium nanum wurde 1845 von Werner Hoffmeister, dem Freund, Arzt und Reisebegleiter des Prinzen Waldemar von Preußen während dessen Reise durch Asien gesammelt, der genaue Ort und das genaue Datum der Aufsammlung sind jedoch unbekannt, da Hoffmeister in der Schlacht von Ferozeshah am 21. bis 22. Dezember 1845 ums Leben kam.
Die botanische Aufarbeitung des gesammelten Materials übernahm in Berlin Johann Friedrich Klotzsch. Er verfasste die Erstbeschreibung, starb aber 1860 noch vor der Fertigstellung des Manuskriptes über das Gesamtmaterial. Dieses schloss Christian August Friedrich Garcke ab und veröffentlichte 1862 „Die botanischen Ergebnisse der Reise seiner Königl. Hoheit des Prinzen Waldemar von Preussen in den Jahren 1845 und 1846“ in zwei Bänden. Da die darin enthaltene Erstbeschreibung in Band 1 Seite 53 allein aus Klotzsch’s Feder stammte, ist er alleiniger Autor. Das Art-Epitheton verweist auf die relativ geringe Größe der Pflanze (lat. „nanus“ = „Zwerg“).
Das Typusexemplar ist nicht erhalten, zum letzten Mal nachweislich gesehen wurde es 1875 von John Gilbert Baker. Bemerkenswert ist, dass die Erstbeschreibung mit „Blüthe ... weiss“ und „fein pubescirend“ zwei Merkmale anführt, die der heutigen Kenntnis der Art widersprechen.
Ab 1900 wurden mit zunehmend häufigeren Aufsammlungen verschiedene Formen der Art neubeschrieben und dabei auch anderen Gattungen zugeordnet. Hooker (1892) und Rendle (1906) beschrieben Exemplare als Fritillaria, 1925 stellte Ernest Henry Wilson die Art kommentarlos in die Gattung Nomocharis. Die Varietät flavidum wurde zeitweise als eigene Art Lilium euxanthum geführt, dieser Ansicht wird jedoch gemeinhin nicht mehr gefolgt (siehe dazu auch hier). Hingegen wurde die 1980 als Varietät von Lilium nanum erstbeschriebene Lilium nanum var. brevistylum 1986 als eigene Art ausgegliedert.

## Nachweise
- William Bertram Turrill: A Supplement to Elwes' Monograph of the Genus Lilium, Part IX, 1962, pp. 9–12
- Flora of China, Vol. 24, S. 139, Online
- Mark Wood: Lily Species - Notes and Images. CD-ROM, Fassung vom 13. Juli 2006